# ゼパル

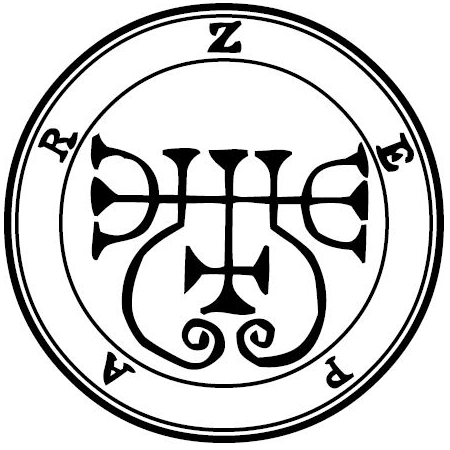
ゴエティアに記載されたゼパルのシジル

ゼパル(Zepar)は、悪魔学における悪魔の一人。

## 概要
『ゴエティア』によると、地獄の26の軍団を率いる序列16番の大公爵。
赤い装束と甲冑に身を包んだ兵士のような姿で現れるとされる。女性の男性への愛情を燃え上がらせて互いを結びつける力を持つ一方、女性を不妊にする力も持つ。また、人の姿を恋人が満足するまで変身させることもできるという。
ウェパルの別名セパル(Separ)と名が似ているためか両悪魔が混同されることがある。